# Coupe du Golfe des clubs champions 1988
Navigation
Koweit City 1987 Manama 1989
La Coupe du golfe des clubs champions 1988 est la 6e édition de la Coupe du golfe des clubs champions. Elle a lieu à Charjah aux Émirats arabes unis et regroupe au sein d'une poule unique les champions des pays du Golfe Persique. Les clubs rencontrent une seule fois leurs adversaires. Ce tournoi fait également office de groupe éliminatoire pour la Coupe d'Asie des clubs champions 1988-1989, puisque les deux premiers se qualifient pour la phase finale. 

## Équipes participantes
5 équipes prennent part au tournoi :
- Kazma Sporting Club - Champion du Koweït 1986-1987
- Ettifaq FC - Champion d'Arabie saoudite 1986-1987
- Riffa Club - Champion du Bahrein 1987
- Sharjah SC - Champion des Émirats arabes unis 1986-1987
- Fanja Club - Champion d'Oman 1986-1987

## Compétition
| Rang | Équipe              | Pts | J | G | N | P | Bp | Bc | Diff |  | Résultats (▼ dom., ► ext.) |  |     |     |     |     |
| ---- | ------------------- | --- | - | - | - | - | -- | -- | ---- |  | -------------------------- |  | --- | --- | --- | --- |
| 1    | Ettifaq FC          | 7   | 4 | 3 | 1 | 0 | 6  | 2  | +4   |  | Ettifaq FC                 |  | 1-1 | 1-0 | 1-0 | 3-1 |
| 2    | Kazma Sporting Club | 7   | 4 | 3 | 1 | 0 | 9  | 2  | +7   |  | Kazma Sporting Club        |  |     | 3-0 | 3-1 | 2-0 |
| 3    | Sharjah SC          | 4   | 4 | 2 | 0 | 2 | 6  | 5  | +1   |  | Sharjah SC                 |  |     |     | 4-1 | 2-0 |
| 4    | Fanja Club          | 2   | 4 | 1 | 0 | 3 | 3  | 8  | -5   |  | Fanja Club                 |  |     |     |     | 1-0 |
| 5    | Riffa Club          | 0   | 4 | 0 | 0 | 4 | 1  | 8  | -7   |  | Riffa Club                 |  |     |     |     |     |

Finale pour le titre :
| Équipe 1   | Résultat | Équipe 2            |
| ---------- | -------- | ------------------- |
| Ettifaq FC | 2 - 1    | Kazma Sporting Club |

| Coupe des clubs champions du golfe Persique Ettifaq FC 2e titre |